# Костюхин, Сергей Борисович
Сергей Борисович Костюхин (род. 16 ноября 1962, Москва) — советский и российский хоккеист, вратарь. Мастер спорта СССР. Тренер.

## Биография
Воспитанник московского «Спартака». В первенстве СССР дебютировал за команду второй лиги «Торпедо» Ярославль (1980/81 — 1982/83). 22 ноября 1981 года провёл единственный матч за «Спартак» в высшей лиге — в игре против «Крыльев Советов» (4:1) заменял Дмитрия Сапрыкина. После выступлений во второй лиге за СКА МВО (1983/84 — 1984/85) и «Буран» Воронеж (1985/86) вернулся в «Торпедо», с которым по итогам сезона 1986/87 вышел в высшую лигу. Затем играл за команды «Яринтерком» (1991), «Вятич» Рязань (1991/92), «Марс» / ТХК Тверь
(1992/93 — 1993/94), «Дизелист» Пенза (1994/95 — 1996/97), «Титан» Клин (1998/99, 1999/2000). В Континентальном Кубке 1999/2000 выступал в составе болгарского «Левски». На любительском уровне играл за подмосковный «Витязь» (1998—1999, 1999—2006), «Экспростроймаш» Москва (2000—2001).
Бронзовый призёр чемпионата мира среди молодёжных команд 1981.
Тренер вратарей в женской сборной России (U20) (2008—2010), женской сборной России (2010—2012, 2016—2017; помощник тренера, 2018—2019), «Торнадо» (2015—2023).